# Habilidades sociales

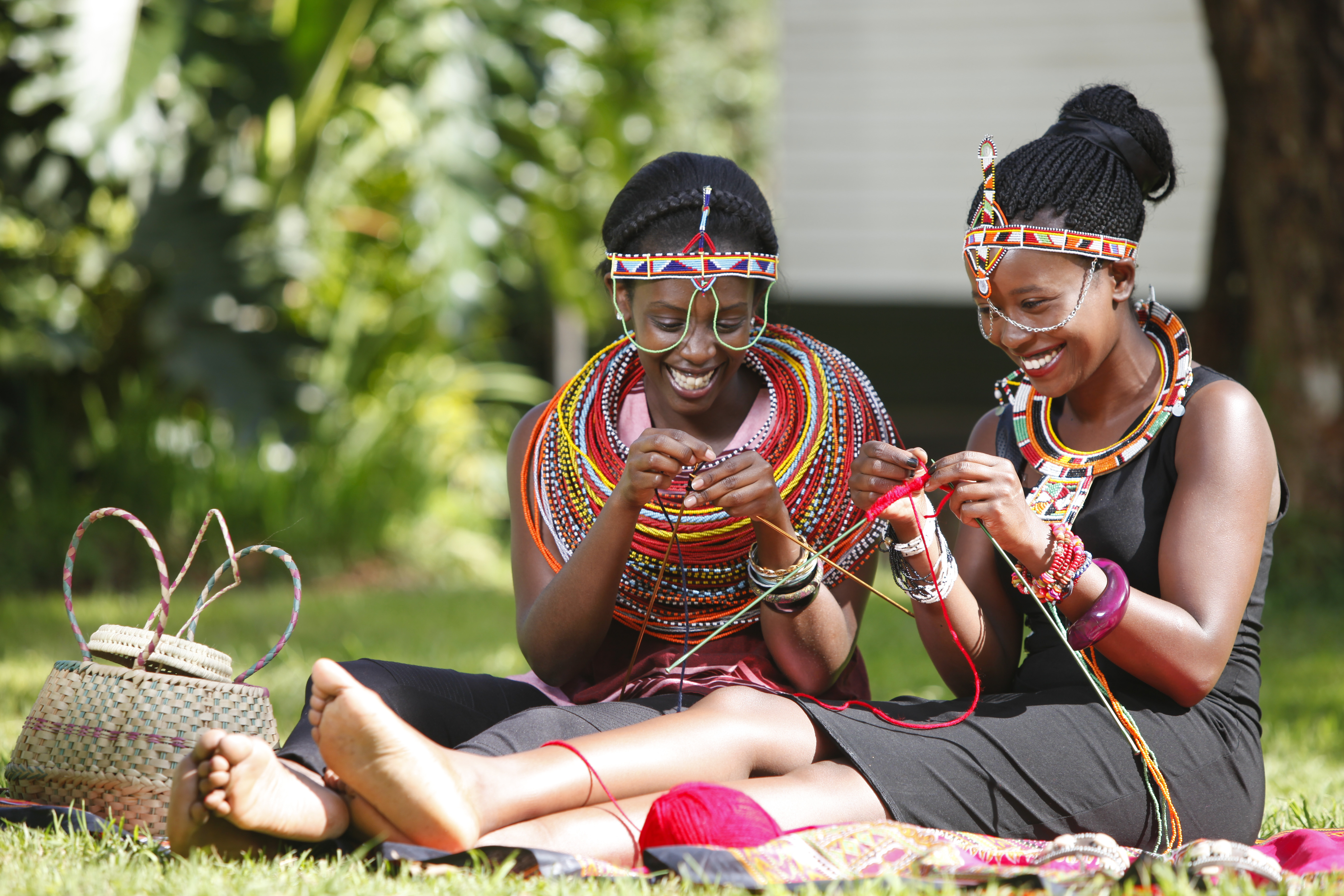
Habilidades sociales.

Las habilidades sociales (algunas veces designadas como competencias sociales o habilidades interpersonales) no tienen una definición única y determinada, puesto que existe una confusión conceptual a este respecto, ya que no hay consenso por parte de la comunidad científico-social; sin embargo, pueden definirse por sus características principales, señalando que las "habilidades sociales" son un conjunto de conductas aprendidas de forma natural (y que por tanto pueden ser enseñadas), que se manifiestan en situaciones interpersonales, socialmente aceptadas (ello implica tener en cuenta normas sociales y normas legales del contexto sociocultural en el que se actúa, así como criterios morales), y orientadas a la obtención de reforzamientos ambientales (refuerzos sociales) o autorrefuerzos.
Las habilidades sociales están directamente ligadas a las soft skills (habilidades blandas), y estas son fundamentales para entablar relaciones de calidad, y generar vinculación con diferentes tipos de personas.
No en vano, también son conductas asociadas a los animales, puestas de manifiesto en las relaciones con otros seres de la misma especie. En el caso de las personas, las habilidades sociales dotan al individuo que las posee de una mayor capacidad para lograr los objetivos que pretende, manteniendo su autoestima sin dañar la de las personas que le rodean. Estas conductas se basan fundamentalmente en el dominio de las habilidades de comunicación, y requieren de un buen autocontrol emocional por parte de quien actúa. En muchas enfermedades mentales el área de las habilidades sociales es una de las más afectadas, por lo que el trabajo en la rehabilitación psicosocial es importante.

## Origen y desarrollo de las habilidades sociales
Aunque la diversa dimensión relacionada con el comportamiento de lo social ha preocupado siempre, no fue hasta mediados de los años 1970 cuando el campo de las habilidades sociales consiguió su mayor difusión y, en la actualidad sigue siendo objeto de estudio e investigación. Los orígenes de las habilidades sociales se remontan a Salter, hacia 1949, que es considerado uno de los padres de la terapia de conducta, y que desarrolló en su libro Conditioned Reflex Therapy (seis técnicas para habilidades). Nacieron así diversos estudios basados en los inicios de la denominada terapia de conducta de Salter.
Estas fuentes anteriormente citadas se desarrollaron en los Estados Unidos, mientras en Europa, los ingleses Argyle y Kendon (1967) relacionaron el término de habilidad social con la psicología social, definiéndola como "una actividad organizada, coordinada, en relación con un objeto o una situación, que implica una cadena de mecanismos sensoriales, centrales y motores; una de sus características principales es que las habilidades sociales se va relacionando con el entorno social.

## Importancia de las habilidades sociales y sus funciones
Las habilidades sociales están cobrando especial relevancia en diferentes ámbitos, por razones como:
- La existencia de una importante relación entre la competencia social de la infancia y la adaptación social y psicológica. Kelly (1987) expresa que la competencia social se relaciona con un mejor y posterior ajuste psicosocial del niño en el grupo-clase y en el grupo-amigos, y en una mejor adaptación académica. La baja aceptación personal, el rechazo o el aislamiento social, son consecuencias de no disponer de destrezas sociales adecuadas.

- Argyle (1983) y otros especialistas como Gilbert y Connolly (1995) opinan que el déficit en habilidades sociales podría conducir al desajuste psicológico, y conlleva a que la persona emplee estrategias desadaptativas para resolver sus conflictos. La competencia social adquirida previamente garantiza una mayor probabilidad de superar trastornos.

- Las habilidades sociales se correlacionan positivamente con medidas de popularidad, rendimiento académico y aumento de la autoestima. Las habilidades sociales se forman en el hogar e influyen en la escuela.

- En el ámbito de la pedagogía de la salud, se aplican para el tratamiento y prevención de la presión, el alcoholismo, la esquizofrenia, etcétera.

- La carencia de habilidades sociales favorece el comportamiento disruptivo, lo que dificulta el aprendizaje.

Según Gil y León (1995), las habilidades sociales permiten desempeñar las siguientes funciones:
- Son reforzadores en situaciones de interacción social.
- Mantienen o mejoran la relación interpersonal con otros individuos. Una buena relación y comunicación son puntos base para posteriores intervenciones con cualquier tipo de colectivo.
- Impiden el bloqueo del reforzamiento social de las personas significativas para el sujeto.
- Disminuye el estrés y la ansiedad ante determinadas situaciones sociales.
- Mantiene y mejora tanto la autoestima como el autoconcepto.

## Modelos explicativos de las habilidades sociales
Las habilidades sociales son estrategias aprendidas de forma natural. Existen varias teorías al respecto, de entre las cuales destaca la teoría del aprendizaje social y la psicología social industrial de Argyle y Kendon.

### Teoría del aprendizaje social de Albert Bandura
La teoría del aprendizaje social, de Albert Bandura, está basada en los principios del condicionamiento operante desarrollados por Burrhus Frederic Skinner (1938), quien parte de que la conducta está regulada por las consecuencias del medio en el que se desarrolla dicho comportamiento. El esquema de cómo aprendemos según este modelo es el siguiente: 
- ESTÍMULO -> RESPUESTA -> CONSECUENCIA (positiva o negativa).

Con base en este esquema, nuestra conducta está en función de ciertos antecedentes y consecuencias que, en caso de ser positivas, refuerzan el comportamiento. Las habilidades sociales se adquieren mediante:
- Reforzamiento positivo y directo de las habilidades.
- Aprendizaje vicario o aprendizaje observacional, mediante el desarrollo de expectativas cognitivas respecto a las situaciones interpersonales.
- Retroalimentación interpersonal.

Estos tres principios del aprendizaje social permiten estructurar el entrenamiento en habilidades sociales, de manera que éste cumpla las siguientes condiciones:
- Que sepamos qué conductas nos demanda una situación concreta;
- Que tengamos oportunidad de observarlas y de ejecutarlas;
- Que tengamos referencias acerca de lo efectivo o no de nuestra ejecución (retroalimentación);
- Que mantengamos los logros alcanzados (reforzamiento);
- Que las respuestas aprendidas se hagan habituales en nuestro repertorio (consolidación y generalización).

### Análisis experimental de la ejecución social (Argyle y Kendon, 1967)
Michael Argyle y Adam Kendon elaboraron un modelo explicativo del funcionamiento de las habilidades sociales cuyo elemento principal es el rol, en el cual se integran las conductas motoras, los procesos perceptivos y los mecanismos cognitivos. Las semejanzas entre la interacción social y las habilidades motrices configuran cada uno de los elementos de este modelo.
- Fase 1: Fines de la actuación hábil. Se trata de conseguir objetivos o metas bien definidos.
- Fase 2: Percepción selectiva de las señales.
- Fase 3: Procesos centrales de traducción:

Asignación de significado a la información percibida
Generación de alternativas
Selección y planificación de la alternativa más eficaz y menos costosa
- Fase 4: Respuestas motrices o actuación. Ejecución por parte del sujeto de la alternativa de respuesta considerada como más adecuada.
- Fase 5: Retroalimentación y acción correctiva. La reacción del interlocutor proporciona información social a la persona sobre lo eficaz (o no) de su actuación. En este momento puede darse por terminado el circuito de la interacción o bien iniciarse una nueva acción (vuelta al paso 2).

Según García y Saiz y Gil (1992), este modelo explica los déficits en habilidades sociales como errores producidos en algún punto del mismo que termina por provocar un "corto circuito" en la interacción social.

## Tipos de habilidades sociales
Se pueden dividir las habilidades sociales en distintos tipos según el criterio de clasificación que se utilice. Mediante una ordenación temática clásica, aparecen 6 grupos:

### Grupo 1: Primeras habilidades sociales (básicas)
- Escuchar.
- Iniciar una conversación.
- Mantener una conversación.
- Formular una pregunta.
- Dar las gracias.
- Presentarse.
- Presentar a otras personas.
- Hacer un cumplido
- Empezar a respetar

### Grupo 2: Habilidades sociales avanzadas
- Pedir ayuda.
- Participar.
- Dar instrucciones.
- Seguir instrucciones.
- Disculparse.
- Convencer a los demás.
- Dar tu opinión sobre lo que piensas al respecto.

### Grupo 3: Habilidades afectivas
- Conocer los propios sentimientos.
- Expresar los sentimientos.
- Gestionar tus sentimientos.
- Comprender los sentimientos de los demás.
- Enfrentarse con el enfado de otros.
- Expresar afecto.
- Resolver el miedo.
- Auto-recompensarse.
- Respetar los sentimientos.
- Consolar al afligido.
- Animar al decaído ante dificultades.
- Ponerse en el lugar del otro

### Grupo 4: Habilidades alternativas a la agresión
- Pedir permiso
- Quererse.
- Ayudar a los demás.
- Negociar.
- Emplear el autocontrol.
- Defender los propios derechos.
- Evitarles problemas a los demás.
- No entrar en peleas.

### Grupo 5: Habilidades para hacer frente al estrés
- Formular una queja
- Responder a una queja
- Demostrar deportividad después de un juego.
- Resolver la vergüenza.
- Arreglárselas cuando le dejan a uno de lado.
- Defender a un amigo.
- Responder a la persuasión.
- Responder al fracaso.
- Enfrentarse a los mensajes contradictorios.
- Responder a una acusación.
- Prepararse para una conversación difícil.
- Hacer frente a las presiones del grupo.

### Grupo 6: Habilidades de planificación
- Tomar decisiones.
- Pensar sobre la causa de un problema.
- Establecer un objetivo.
- Conocer las propias habilidades.
- Recoger información.
- Resolver los problemas según su importancia.
- Concentrarse en una tarea.

En todos estos tipos de habilidades sociales generalmente se definen la asertividad y empatía como los ejes centrales. Ambas pueden afectar de forma notable las habilidades para relacionarse socialmente.

## Déficit de habilidades sociales
Ciertas condiciones relacionadas con los trastornos del espectro autista como el síndrome de Asperger presentan un déficit de habilidades sociales. La causa más probable es la falta de la teoría de la mente la cual dota de empatía a la persona y le permite entender las emociones y las consecuencias emocionales de sus actos en los demás.

## Desarrollo en la Infancia
El desarrollo de habilidades sociales en la infancia es fundamental para fortalecer la convivencia, la empatía y la resolución de conflictos. En contextos escolares, se implementan estrategias como juegos cooperativos, dinámicas grupales y actividades lúdicas que permiten a los niños reconocer sus emociones, comunicarse asertivamente y relacionarse con sus pares. Por ejemplo, actividades como el “juego de la telaraña”, donde cada estudiante comparte información sobre sí mismo mientras lanza un hilo a otro compañero, fomentan el reconocimiento de la identidad personal y la escucha activa. Estas prácticas contribuyen al bienestar emocional y social desde los primeros años de escolaridad.